# إدوارد إم. رايس
إدوارد إم. رايس (بالإنجليزية: Edward M. Rice) هو كاهن كاثوليكي أمريكي، ولد في 28 يوليو 1960 في سانت لويس في الولايات المتحدة.